# Урбан, Игнац
Игнац Урбан (нем. Ignaz Urban; 7 января 1848, Варбург — 7 января 1931, Берлин) — немецкий ботаник.

## Биография
Игнац Урбан изучал филологию и естественные науки в Боннском университете и в Берлинском университете имени Гумбольдта, где он получил учёную степень кандидата наук в 1873 году. Игнац Урбан был учеником Пауля Фридриха Августа Ашерсона. Урбан описал множество видов растений, в том числе растение Passiflora tulae.

## Научная деятельность
Игнац Урбан специализировался на папоротниковидных, Мохообразных, водорослях и семенных растениях.

## Публикации
- Plantae novae vel rariores III A Cl. E. L. Ekman 1924—26 lectae. Urban, Ignaz. — Stockholm: Almqvist & Wiksell, 1926[3].
- Plumiers Leben und Schriften nebst einem Schlüssel zu seinen Blütenpflanzen. Urban, Ignaz. — Dahlem b. Berlin: Repertorium, 1920[3].
- Geschichte des Königlichen Botanischen Museums zu Berlin-Dahlem (1815—1913) nebst Aufzählung seiner Sammlungen. Urban, Ignaz. — Dresden: Heinrich, 1916[3].
- Einige Erlebnisse aus dem Kriege 1870—71. Urban, Ignaz. — Halle a. S.: Waisenhaus, 1914[3].

## Растения, названные именем И. Урбана
Роды:
- Ignurbia B.Nord. (2006) (семейство Астровые)
- Neo-urbania Fawc. & Rendle (1909) = Maxillaria Ruiz & Pav. (Орхидные)
- Urbananthus R.M.King & H.Rob. (1971) (Астровые)
- Urbanella Pierre (1890) = Pouteria Aubl. (Сапотовые)
- Urbania Phil. (1891) = Junellia Moldenke (Вербеновые)
- Urbania Vatke (1875) = Camptoloma Benth. (Норичниковые)
- Urbaniella Dusén ex Melch. (1927) = Amphilophium Kunth (Бигнониевые)
- Urbanisol Kuntze (1891) (Астровые)
- Urbanodendron Mez (1889) (Лавровые)
- Urbanodoxa Muschl. (1908) = Cremolobus DC. (Капустные)
- Urbanoguarea Harms (1937) = Guarea F.Allam. (Мелиевые)
- Urbanolophium Melch. (1927) = Amphilophium Kunth (Бигнониевые)
- Urbanosciadium H.Wolff (1908) = Niphogeton Schltdl. (Зонтичные)